# 阿普雷利夫卡 (基洛沃格勒州)
47°51′33″N 32°0′43″E / 47.85917°N 32.01194°E
阿普雷利夫卡（烏克蘭語：Апрелівка），是烏克蘭中部的村莊，隸屬基洛夫格勒州的克羅皮夫尼茨基區克特里萨尼夫卡市镇。該村面積0.66平方公里，海拔高度129米，2001年人口31，人口密度每平方公里47.1人。